# Mindelburg
Die Mindelburg ist ein Wahrzeichen der oberschwäbischen Stadt Mindelheim im bayerischen Landkreis Unterallgäu.

## Geographische Lage
Die Mindelburg liegt rund 850 Meter südsüdwestlich der Altstadt von Mindelheim auf dem etwa 664 m ü. NHN hohen Georgenberg, einer nach drei Seiten steil ins Tal der Mindel abfallenden Anhöhe. Die Burg ist über die unmittelbar westlich verlaufende Staatsstraße 2518 erreichbar.

## Geschichte
Es wurde lange davon ausgegangen, dass die Burg vermutlich in der zweiten Hälfte des 12. Jahrhunderts auf dem Georgenberg erbaut wurde, jüngste Erkenntnisse deuten jedoch auf ein früheres Datum hin. Bereits 1125 findet „Heinrich von Mindelburg“ Erwähnung, was vermuten lässt, dass die Burg entsprechend älter ist. Um 1305 wurde sie zerstört und 1370 unter Herzog Friedrich von Teck wieder aufgebaut.
1467 übernahmen die Herren von Frundsberg die Herrschaft im Ort und auf der Burg. Bekannt wurde das Geschlecht vor allem durch Georg von Frundsberg, den „Vater der Landsknechte“, der hier geboren wurde. Als Feldherr zog er für Kaiser Maximilian I. und Kaiser Karl V. in den Kampf.
1933 ließ der nationalsozialistische „Reichsbauernführer“ Walther Darré in der Mindelburg die Süddeutsche Bauernführerschule einrichten, die er beim 1. Schwäbischen Bauerntag am 11. November 1933 mit einem großen Fest der Stadt Mindelheim eröffnete.
Von 1949/50 diente die Mindelburg als Lazarett bzw. als Versehrtenkrankenhaus. 1950 wurde sie an den Verlag W. Sachon vermietet; der Mietvertrag endete zum 1. Juli 2021 und die Burg ging wieder an die Stadt Mindelheim zurück. Diese plant, nach einer Restaurierung die Burg wieder öffentlich zugänglich zu machen und dort das Heimatmuseum anzusiedeln. Ebenso soll die Wohnung des verstorbenen Verlagsinhabers in der Burg, die aus den 50er Jahren stammt, vollständig erhalten bleiben und der Öffentlichkeit zugänglich gemacht werden. 
Seit Oktober 2021 ist die Mindelburg laut dem Landesamt für Denkmalpflege offiziell ein "national bedeutsames Denkmal" und steht so in einer Reihe mit berühmten Bauwerken wie beispielsweise Schloss Neuschwanstein.
Der 24 Meter hohe Bergfried mit dem seitlich angebauten Treppenturm kann als Aussichtsturm bestiegen werden.
Neben dem Turm liegt der 27 Meter tiefe Burgbrunnen.

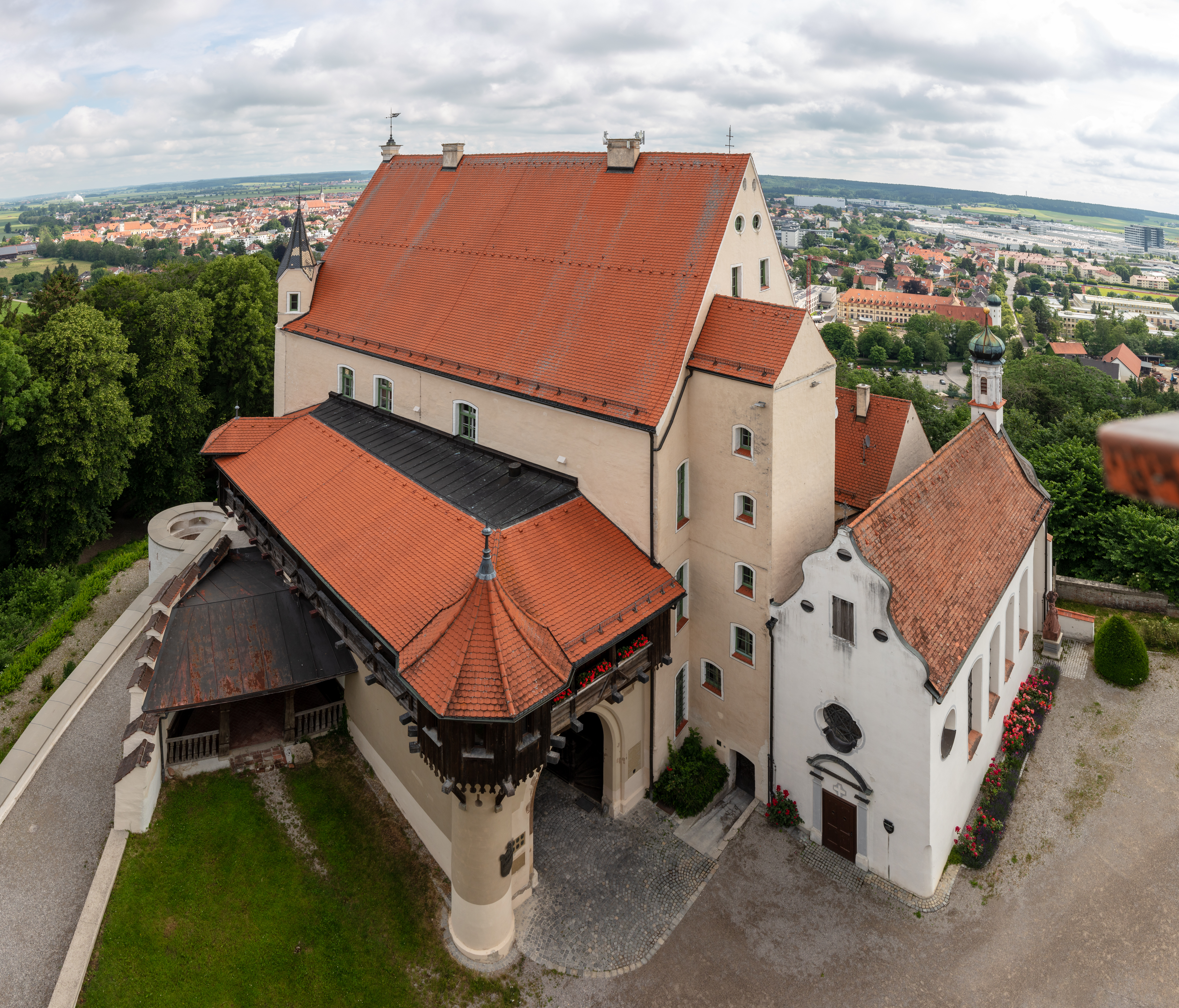
Burg & Kirche vom Turm aus
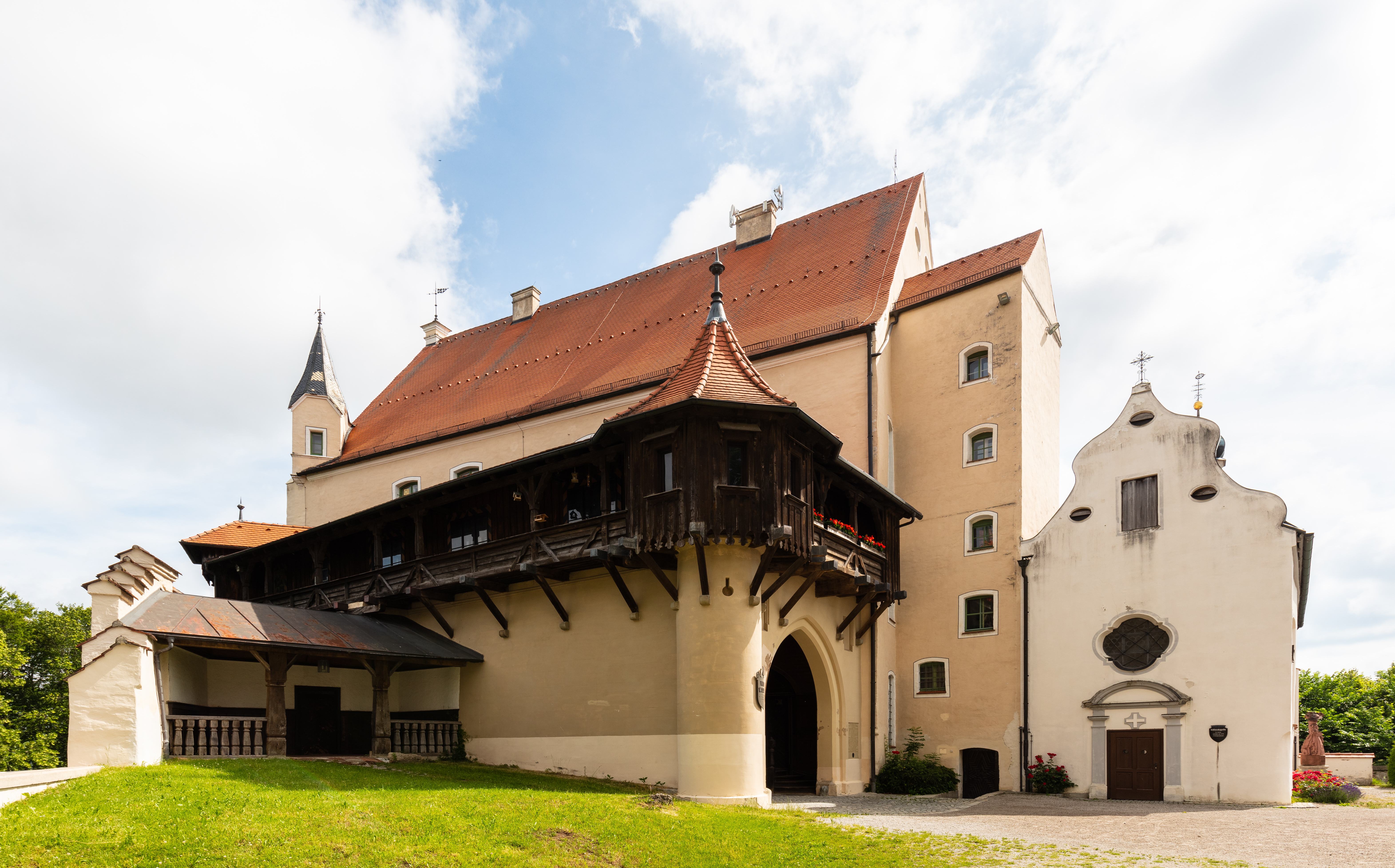
Burg von unten
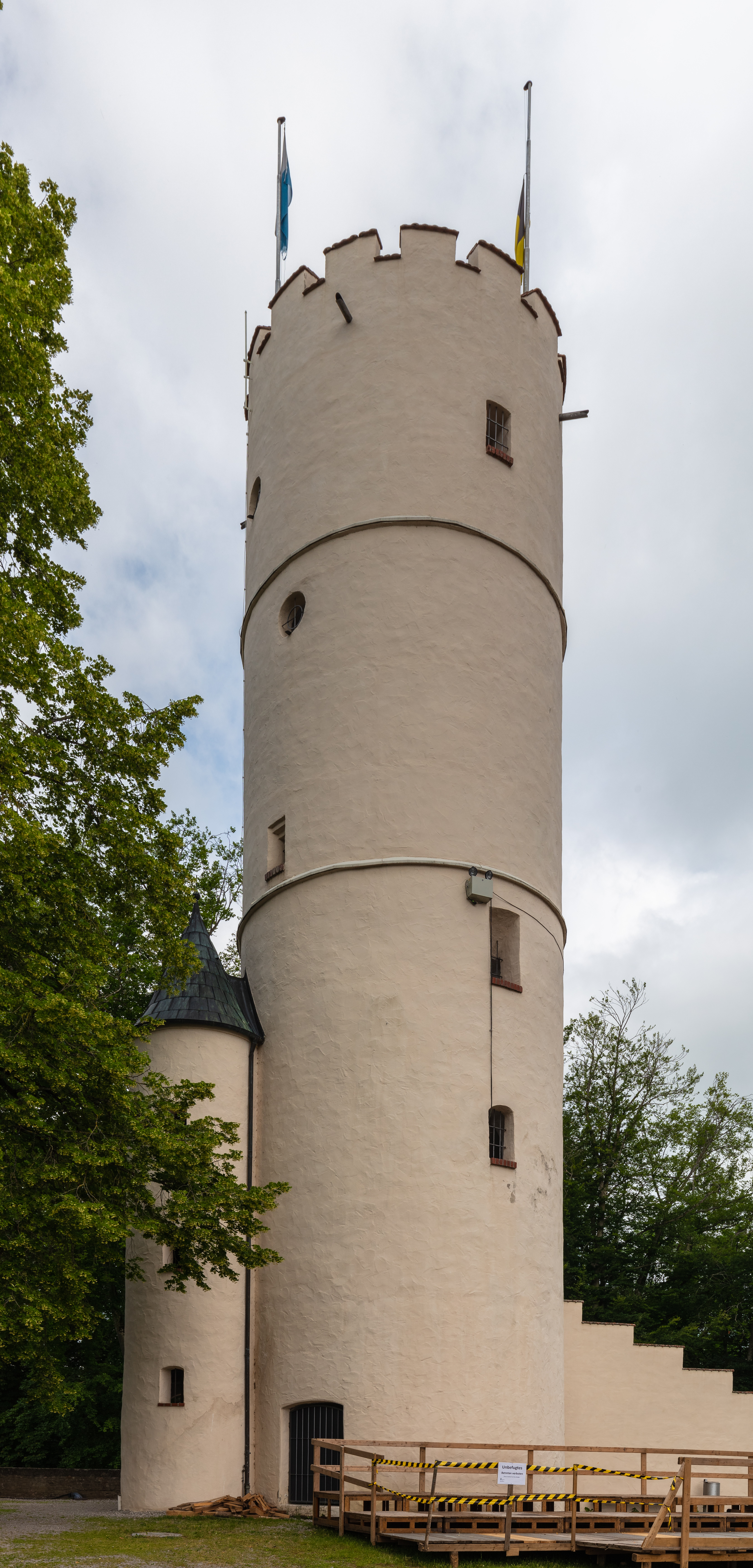
Bergfried im Innenhof der Mindelburg
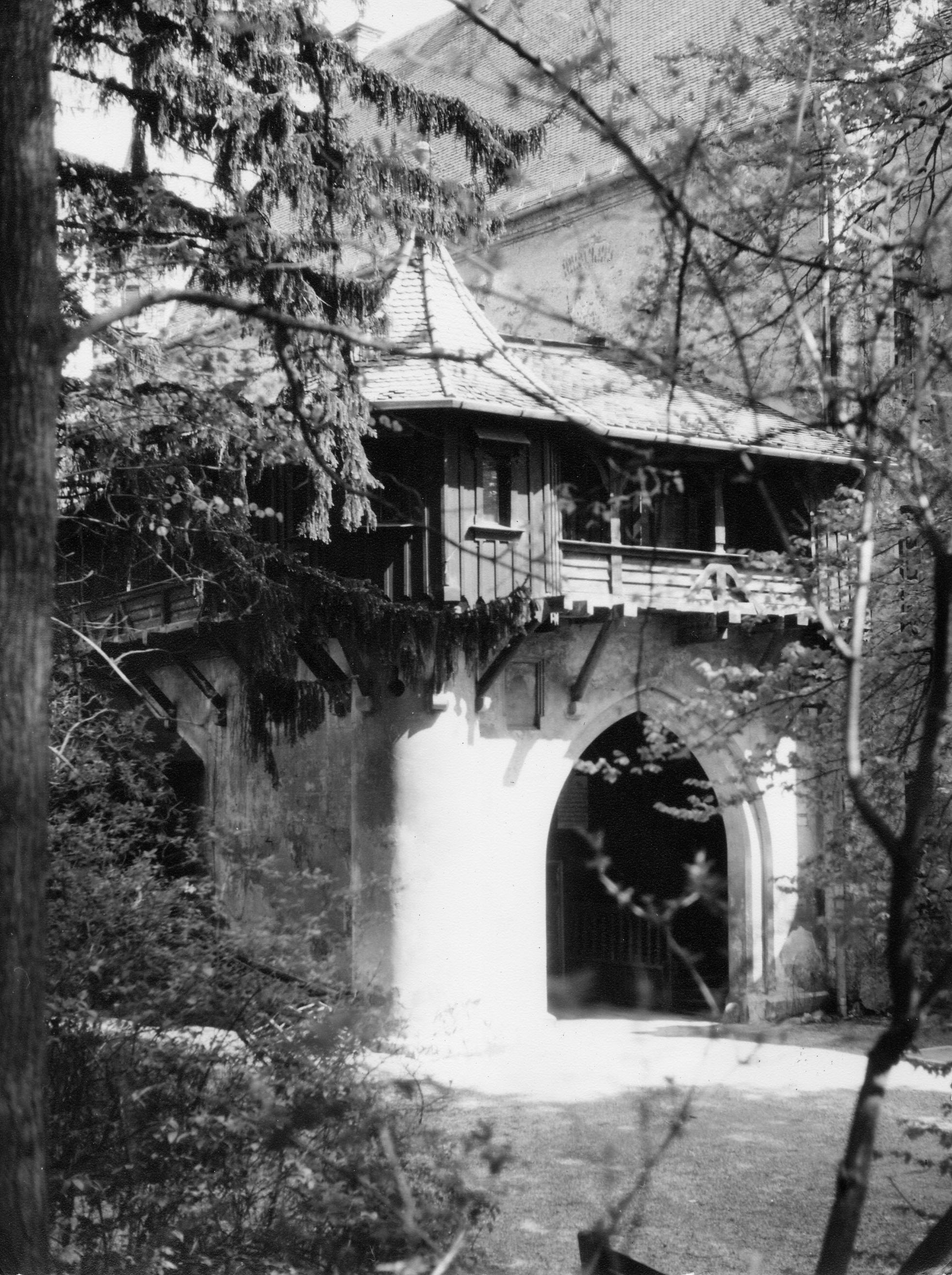
Eingang zur Mindelburg
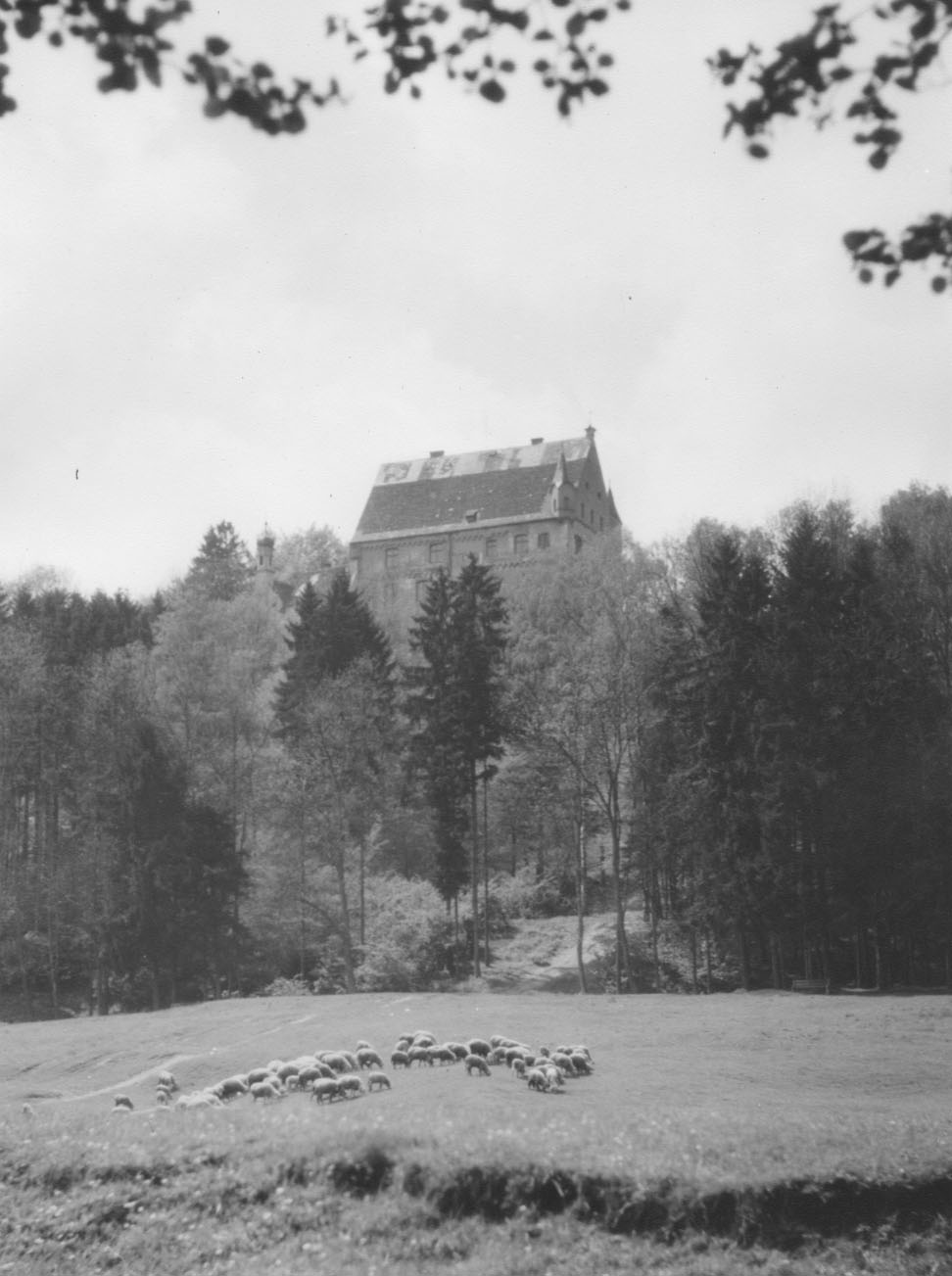
Die Mindelburg thront auf dem Georgenberg
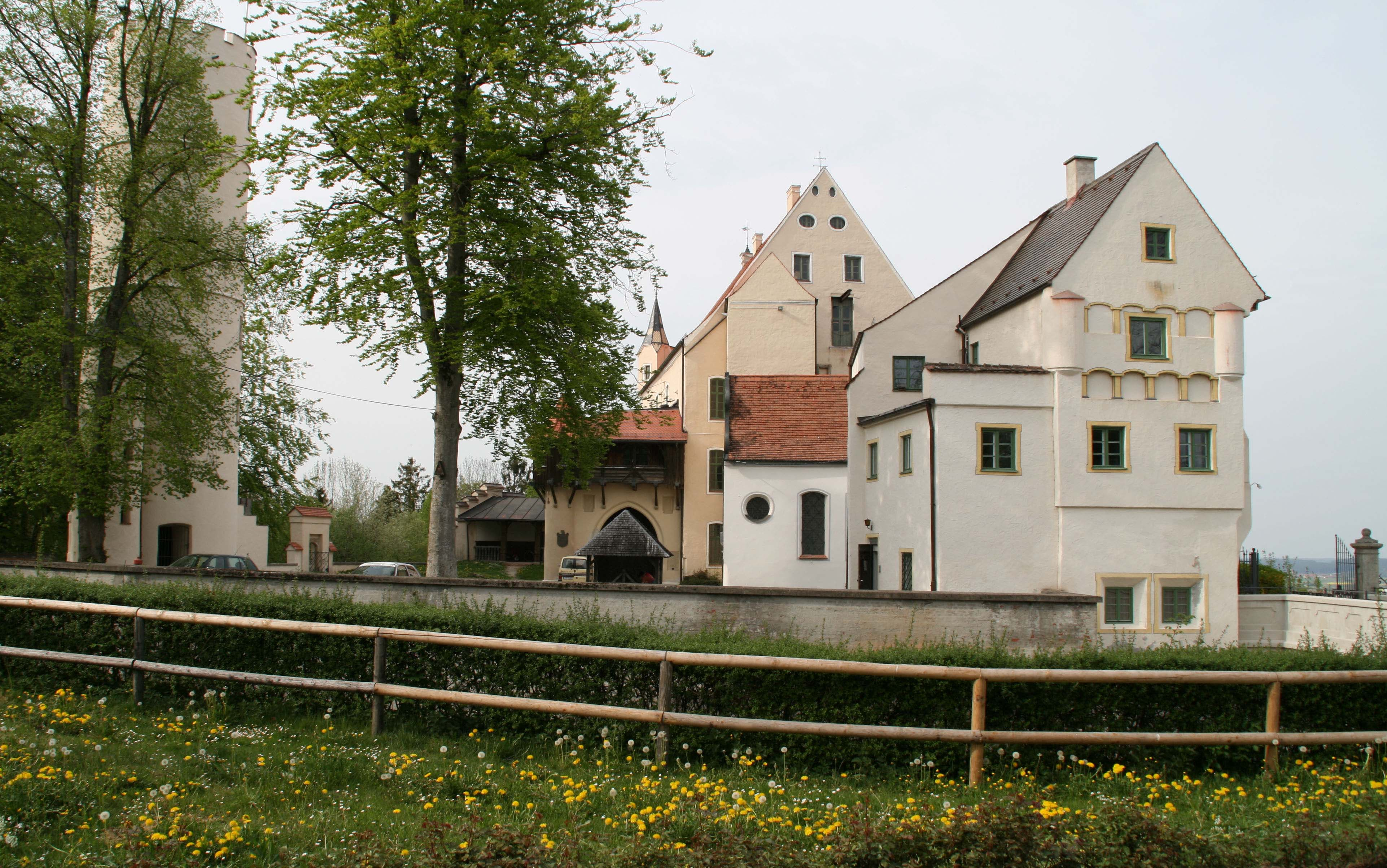
Mindelburg: Blick auf das Hauptgebäude